# Nardi-Dei
I Nardi-Dei sono una nobile famiglia di Chiusi. Dal 1220 Conti palatini, conti di Chiusi e patrizi di Siena.

## Storia

### XI-XIII secolo

#### I della Dea a Chiusi

Stemma Dei prima del 1220

Stemma dopo il 1220

All'inizio dell'XI secolo la città Chiusi era sottoposta ai conti Ardingo e Ranieri, che secondo Gian Battista Dei sarebbero i capostipiti della famiglia Della Dea. Secondo Carlo Ottinolfi la famiglia discenderebbe invece da un ramo secondario dei Tolomei. Secondo il Casati, invece, le loro radici sarebbero precedenti alla caduta dell'Impero romano d'Occidente.

#### Omodeo della Dea e l'Imperatore Federico II
Nel 1220 papa Onorio III incoronò imperatore Federico II (1194-1250).
Nello stesso anno Omodeo della Dea fu a capo dell'ambasciata che i Chiusi, di concerto con altre città italiane, spedirono all'imperatore per congratularsi della sua venuta in Italia. In questa circostanza ricevette da Federico il titolo di conte palatino e il privilegio dell'aquila imperiale coronata nello stemma, usata poi costantemente dalla famiglia. Lo stemma primitivo dei Della Dea era invece costituito da tre anelli d'oro in campo azzurro, tanto che i Della Dea erano chiamati anche Anelleschi.

### XIV-XV secolo

#### Antonio della Dea e l'Imperatore Carlo IV
A metà del Trecento Antonio Della Dea fu ambasciatore presso l'imperatore Carlo IV in Siena per richiedere l'intervento imperiale per la città di Chiusi, lacerata da guerre civili e oppressa dai nemici esterni e l'imperatore la rese "città imperiale”, lasciandovi il proprio rappresentante coll titolo di "vicario imperiale" . Una volta che l'imperatore fu tornato in Germania, tuttavia, la città cacciò il vicario e fu bruciato il palazzo dei Della Dea, che aveva ospitato l'imperatore, il cui ricordo rimase nel nome del "Torrione di Omodeo".

#### La Guerra dell'Anello
Successivamente il nome della famiglia passò da "Della Dea" a "Dei". Il 23 luglio del 1473 il frate agostiniano Wintherius Roberti di Magonza aveva sottratto dalla chiesa di San Francesco, dove era custodita dai frati francescani, il "Santo Anello", una reliquia presente a Chiusi dal 983, ritenuta l'anello dello sposalizio della Vergine con san Giuseppe, per consegnarla al vescovo di Perugia Jacopo Vagnucci che gli aveva commissionato il furto tramite un certo Luca delle Mine e con la complicità del fabbro falsario Tommaso Angeli perugino. Damaso Dei si adoperò, per incarico dei magistrati della città di Chiusi delle trattative diplomatiche volte ad ottenere la restituzione della reliquia, mentre il fratello, Anton Felice Dei, capitano generale del popolo, muoveva, insieme a truppe di Cetona, Chianciano e Sarteano contro Perugia, venendo tuttavia fermato da Siena in corrispondenza dei confini. Papa Sisto IV non si pronunciò sulle richieste di restituzione avanzate dai magistrati e dal vescovo chiusino, Gabriele Piccolomini, ma nemmeno la provvidenziale riscoperta del corpo di santa Mustiola nel maggio 1474 convinse i chiusini a recedere dalla richiesta della restituzione (ripetuta formalmente ancora nel 2004) e solo la estrema debolezza militare ed economica della città e la caduta della repubblica di Siena impedì che la guerra continuasse anche se la rivalità e gli scontri tra i due territori si mantennero vivi anche con il passare del tempo.

### Dal XVI secolo

#### Conte Deifebo Dei
Alla metà del Cinquecento il papa Paolo III concesse a Deifebo Dei il titolo di conte palatino. A quest'epoca si data il primo imparentarsi con la famiglia Nardi, mediante il matrimonio tra Flaminio Dei e Porzia de' Nardi: i matrimoni tra le due famiglie si rinnovarono anche in seguito.

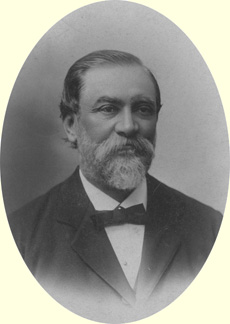
Alessandro (Nardi) Dei

#### Flaminio Deiil Transilvano
Flaminio Dei (1568-1630) e Silvio Piccolomini vennero inviati da Ferdinando I de' Medici in Transilvania, in soccorso dell'imperatore Rodolfo contro i Turchi che minacciavano l'Ungheria.
Flaminio, poi, seguì Francesco I de' Medici a Mantova in aiuto al duca Ferdinando Gonzaga in guerra contro Emanuele Filiberto di Savoia. Passò poi all'esercito imperiale spagnolo dove fu col conte di Fuentes nelle guerre di Fiandra contro i francesi. L'ultimo suo incarico fu quello di castellano e governatore della fortezza di Livorno.

#### I Nardi-Dei
Alessandro Dei (1750-1815), ad un anno di età acquisì ereditariamente i titoli e il nome della famiglia Nardi, che erano conti di Chiusi e patrizi senesi, diventando così Alessandro Nardi-Dei. Nello stemma fu inserita l'aquila nera monocipite in campo argento dei Nardi.

## Altri personaggi illustri della famiglia
- Deifebo - 1511 - 1582 - giurista e teologo
- Stefano - 1600 - 1678 - giurista
- Flaminio - 1630 - 1706 - magistrato
- Tommaso - 1661 - 1725 - teologo
- Francesco Dei - inizi XIX secolo - proposto della cattedrale di San Secondiano di Chiusi
- Innocenzo - 1824 - 1900 - magistrato e consigliere di Stato
- Angiolo - 9 gennaio 1833 - 23 gennaio 1913 - matematico.

## Fonti
- Archivio privato Nardi-Dei
- Archivio privato da Filicaja